# Godoy Moreira
Godoy Moreira ist ein brasilianisches Munizip in der Mitte des Bundesstaats Paraná. Es hat 2.977 Einwohner (2022), die sich Godoenser nennen. Seine Fläche beträgt 131 km². Es liegt 508 Meter über dem Meeresspiegel.

## Etymologie
Der Name stammt von Francisco Elias Godoy Moreira, der im Zeitraum der Erschließung Eigentümer der Gleba Ubá war.

## Geschichte

### Besiedlung
Das Gebiet im Tal des Ivaí war bis 1960 bewaldet. In den 1960er Jahren wurden einige Schneisen in den Urwald geschlagen. Das Gebiet gehörte zur Gleba Ubá im Besitz von Francisco Elias Godoy Moreira. Mit dem Beginn der Parzellierung kamen Landwirte aus verschiedenen Gegenden Brasiliens. Im Jahr 1969 war der nächstgelegene Handelspunkt São João do Ivaí.
In den 1970er Jahren war der Kaffeeanbau gut etabliert. Mit einem starken Frost, der geada negra, wurden im Jahr 1975 alle Pflanzungen vernichtet. Die Erzeuger wurden völlig demotiviert. Heute werden nur noch 41 ha Kaffee angebaut.
In der Zeit der Emanzipation des Munizips im Jahr 1989 wurden vor allem Bohnen, Mais, Baumwolle und Maniok angebaut. Die Hauptaktivität war jedoch der Bohnenanbau. Dieser brachte aufgrund der fruchtbaren Böden, möglicherweise den besten des Ivaí-Tals, und der hohen Produktivität der Stadt den Titel Hauptstadt der Bohnen ein.
Zur gleichen Zeit begann der Anbau von Baumwolle. Im Laufe der Jahre brachten diese Kulturen den Landwirten aber nicht mehr den erwarteten Ertrag, da die Fruchtbarkeit der Böden abnahm und es an Partnerschaften mangelte, so dass diese Kulturen für die Kleinerzeuger unrentabel wurden. Es begann eine große Landflucht.
Als die Abwanderung der Bevölkerung und die immer größer werdende Armut in der Gemeinde immer deutlicher zu Tage trat, begannen einige Verantwortliche und Erzeuger nach neuen Einkommensalternativen zu suchen. So fing man mit der Seidenraupenzucht an. Die Zahl der Betriebe stieg bis auf 80 im Jahr 2007. Im Laufe der Jahre gaben jedoch mehrere Erzeuger die Tätigkeit wieder auf, nicht nur wegen der Preiskrise, sondern auch wegen eines Mangels an Arbeitskräften. Heute erzeugen nur noch 44 Betriebe Seide. 
Ebenfalls 1995 nahm der Maniokanbau stark zu.  Im Jahr 2011 wurden bereits 200 ha angebaut. Heute müssen die Erzeuger nicht mehr nach Curitiba reisen, um ihre Produktion zu verkaufen, denn die Käufer kommen aus allen Regionen des Bundesstaates, um die Produktion vor Ort abzuholen.
Um 2002 erkannten einige Landwirte den Obstanbau als eine gute Alternative für kleine Betriebe. Sie begannen mit dem Anbau von Maracujá. Mangels Know-how und Organisation scheiterten sie. Ein zweiter Anlauf begann 2006. Die Initiatoren nutzten die Erfahrungen, die man in Corumbataí do Sul gemacht hatte. Dort hatte sich die Passionsfrucht bereits als starke alternative Einkommensquelle etabliert. Im ersten Jahr erreichte die Produktion in Godoy Moreira 40 Tonnen. Die Vermarktung konnte jedoch nicht gewährleistet werden. So entstand die Partnerschaft mit den Erzeugern aus Corumbataí do Sul. Im zweiten Jahr ihrer Tätigkeit (2007) hatte Godoy Moreira bereits 40 Erzeuger und eine Produktion von 220 Tonnen, 2008 bereits 290 Tonnen mit 65 Erzeugern. 
Im Rahmen der Diversifizierung begann 2007 auch der Tomatenanbau. Der erste Erzeuger suchte nach Alternativen, um sein Land halten zu können. Er besuchte Betriebe mit Gewächshäusern in Faxinal. Im Jahr 2011 waren es 105 Gewächshäuser, in denen hauptsächlich Tomaten, aber auch Paprika und Gurken angebaut wurden. Für den Kleinerzeuger wurde dies zu einer wichtigen Einkommensquelle.

### Erhebung zum Munizip
Godoy Moreira wurde durch das Staatsgesetz Nr. 8947 vom 5. April 1989 (mit Änderung 18. September 1989) aus São João do Ivaí ausgegliedert und in den Rang eines Munizips erhoben. Es wurde am 1. Januar 1990 als Munizip installiert.

## Geografie

### Fläche und Lage
Godoy Moreira liegt auf dem Terceiro Planalto Paranaense (der Dritten oder Guarapuava-Hochebene von Paraná). Seine Fläche beträgt 131 km². Es liegt auf einer Höhe von 508 Metern.

### Geologie und Böden
Die Böden bestehen aus fruchtbarer Terra-Roxa.

### Vegetation
Das Biom von Godoy Moreira ist Mata Atlântica.

### Klima
Das Klima ist gemäßigt warm. Es werden hohe Niederschlagsmengen verzeichnet (1659 mm pro Jahr). Die Klimaklassifikation nach Köppen und Geiger lautet Cfa. Im Jahresdurchschnitt liegt die Temperatur bei 21,1 °C.

### Gewässer
Godoy Moreira liegt im Einzugsgebiet des Ivaí. Dessen linker Nebenfluss Rio Corumbataí bildet die westliche Grenze des Munizips. Der Rio da Bulha begrenzt das Munizip im Osten. 

### Straßen
Godoy Moreira ist über die PR-650 mit São João do Ivaí verbunden. Dies ist die einzige asphaltierte Verbindung mit dem Straßennetz von Paraná.

### Nachbarmunizipien
| Barbosa Ferraz | São João do Ivaí                            | Lunardelli    |
|                | Kompassrose, die auf Nachbargemeinden zeigt | Jardim Alegre |
| Iretama        |                                             |               |

## Stadtverwaltung
Bürgermeister: Primis de Oliveira, PSD (2021–2024)
Vizebürgermeister: Rubens Martins de Oliveira, PTB (2021–2024)

## Demografie

### Bevölkerungsentwicklung
| Jahr | Einwohner | Stadt | Land |
| ---- | --------- | ----- | ---- |
| 1991 | 5.294     | 24 %  | 76 % |
| 2000 | 3.836     | 38 %  | 62 % |
| 2010 | 3.337     | 46 %  | 54 % |
| 2022 | 2.977     |       |      |

Quelle: IBGE, bis 2010: Volkszählungen und Volkszählung 2022

### Ethnische Zusammensetzung
| Gruppe * | 1991    | 2000    | 2010    | wer sich als …                                                                   |
| --- | ------- | ------- | ------- | -------------------------------------------------------------------------------- |
| Weiße | 45,1 %  | 88,4 %  | 51,6 %  | weiß bezeichnet                                                                  |
| Schwarze | 3,6 %   | 2,7 %   | 4,1 %   | schwarz bezeichnet                                                               |
| Gelbe | 0,0 %   | 0,5 %   | 0,6 %   | von fernöstlicher Herkunft wie japanisch, chinesisch, koreanisch etc. bezeichnet |
| Braune | 51,2 %  | 7,9 %   | 43,7 %  | braun oder als Mischung aus mehreren Gruppen bezeichnet                          |
| Indigene | 0,0 %   | 0,5 %   | 0,0 %   | Ureinwohner oder Indio bezeichnet                                                |
| ohne Angabe | 0,1 %   | 0,1 %   | 0,0 %   |                                                                                  |
| Gesamt | 100,0 % | 100,0 % | 100,0 % |                                                                                  |
| *) Das IBGE verwendet für Volkszählungen ausschließlich diese fünf Gruppen. Es verzichtet bewusst auf Erläuterungen. Die Zugehörigkeit wird vom Einwohner selbst festgelegt. |         |         |         |                                                                                  |

Quelle: IBGE (Stand: 1991, 2000 und 2010)

## Wirtschaft
- Landwirtschaft: Maracujá, Tomate, Weintrauben, Paprika, Maniok, Gurken, Soja, Seidenraupen, Bohnen, Mais, Kaffee, Kürbis und Baumwolle

- Tierproduktion: 
  - Geflügel: 115.000 Küken in 45 Tagen.
  - Rinder: 
    - Mastvieh mit etwa 14.000 Tieren
    - Milchvieh mit etwa 500 Tieren der Rassen Girolanda, Jérsey, Gersolanda und Holandesa

  - Schweinemast.[11]